# Étendard royal du Canada

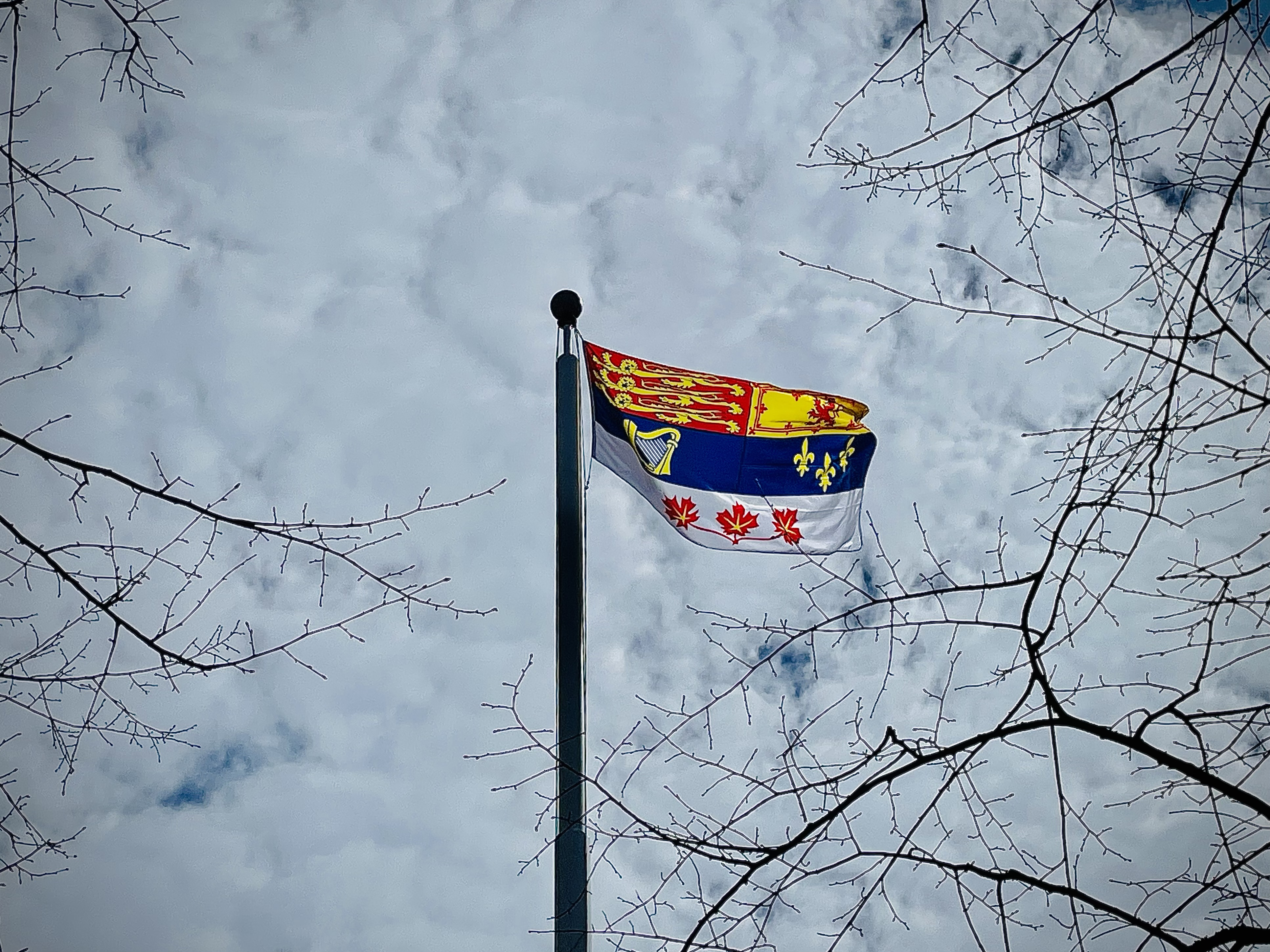
L'étendard royal canadien à Halifax, à l'occasion du couronnement de Charles III en 2023.

L'étendard royal du Canada est la bannière personnelle du souverain du Canada, actuellement Charles III.
C'est en 1962 que le Canada adopte un étendard royal différent de l'étendard royal du Royaume-Uni pour l'usage personnel d'Élisabeth II en sa qualité de reine du Canada. Après la mort de la reine, un nouvel étendard est créé en 2023 par l'Autorité héraldique du Canada pour servir à tous les futurs souverains canadiens sans distinction.
Il existe quelques étendards personnels canadiens pour d'autres membres de la famille royale.

## Étendard royal du Canada
L'étendard royal canadien a une proportion de 3:4 et est basé sur les armoiries du Canada : 
- en haut à gauche, les trois léopards d'or sur fond gueule issus des armoiries de l'Angleterre ;
- en haut à droite, le lion de gueules sur fond or issu des armoiries de l'Écosse ;
- au milieu à gauche, la harpe d'or, cordée d'argent sur fond azur issus des armoiries de l'Irlande ;
- au milieu à droite, les trois fleurs de lys d'or sur fond azur issus des armoiries du royaume de France ;
- en bas, trois feuilles d'érable, symboles du Canada.

Au centre était placé le monogramme royal de la reine Élisabeth II composé de la lettre E en or surmontée d'une couronne. Cet ensemble était placé au centre d'un disque bleu entouré d'une guirlande de roses. Depuis l'accession au trône de Charles III, il n'y a plus de monogramme au centre du drapeau.

L'étendard royal canadien (depuis 2023).

## Étendard canadien du prince de Galles
L'étendard canadien du prince de Galles a été dévoilé à l'occasion de la visite du duc et de la duchesse de Cambridge au Canada en juin et juillet 2011.
| Drapeau | Création | Porteur actuel du titre | Description |
| ------- | -------- | ----------------------- | --- |
|         | 2011     | William (depuis 2022)   | Le lambel est entièrement blanc, signifiant le statut de fils aîné. Le cercle porte les plumes d'autruche, emblème du prince de Galles. |

## Étendards canadiens de la famille royale
Depuis 2011, l'Autorité héraldique du Canada a développé des étendards personnels pour les membres de la famille royale canadienne.
Tous ces drapeaux ont une proportion de 1:2 et sont basés sur les armoiries du Canada avec un lambel blanc et un monogramme placé dans un cercle bleu.
| Drapeau | Création | Membre de la famille royale         | Description |
| ------- | -------- | ----------------------------------- | --- |
|         | 2013     | Anne, princesse royale              | Le lambel porte deux croix de Saint-Georges et un cœur rouges issus des armoiries de la princesse. Le cercle porte le monogramme « A » surmonté d'une couronne correspondant à son rang. |
|         | 2014     | Andrew, duc d'York                  | Le lambel porte une ancre bleue issue des armoiries du prince. Le cercle porte le monogramme « A » surmonté d'une couronne correspondant à son rang.                                     |
|         | 2014     | Edward, duc d'Édimbourg             | Le lambel porte une rose Tudor issue des armoiries du prince. Le cercle porte le monogramme « E » surmonté d'une couronne correspondant à son rang.                                      |
|         | 2015     | Autres membres de la famille royale | Les armoiries du Canada avec une bordure d'hermine. |

## Anciens étendards royaux du Canada
| Drapeau | Dates     | Membre de la famille royale | Description |
| ------- | --------- | --------------------------- | --- |
|         | 1962-2022 | Élisabeth II                | Les armoiries du Canada arboré d'un tourteau d’azur chargé du monogramme royal de la reine Élisabeth II, la lettre majuscule « E » sommée de la couronne royale, entouré d’une guirlande de roses feuillées. |
|         | 2011-2022 | William, duc de Cambridge   | Le lambel porte une coquille rouge issue des armoiries du prince. Le cercle porte le monogramme « W » surmonté d'une couronne correspondant à son rang.                                                      |

## Protocole
L'étendard royal du Canada n'est utilisé que lorsque le monarque se trouve au Canada ou quand il représente le Canada à l'étranger. Il a préséance sur tous les autres drapeaux, y compris le drapeau national, et n'est jamais mis en berne.
Lorsque plusieurs membres de la famille royale participent à une même visite, seul l'étendard de celui qui a préséance doit être arboré.